# Synagoge (Pravonín)
Koordinaten: 49° 38′ 39,9″ N, 14° 56′ 43,4″ O

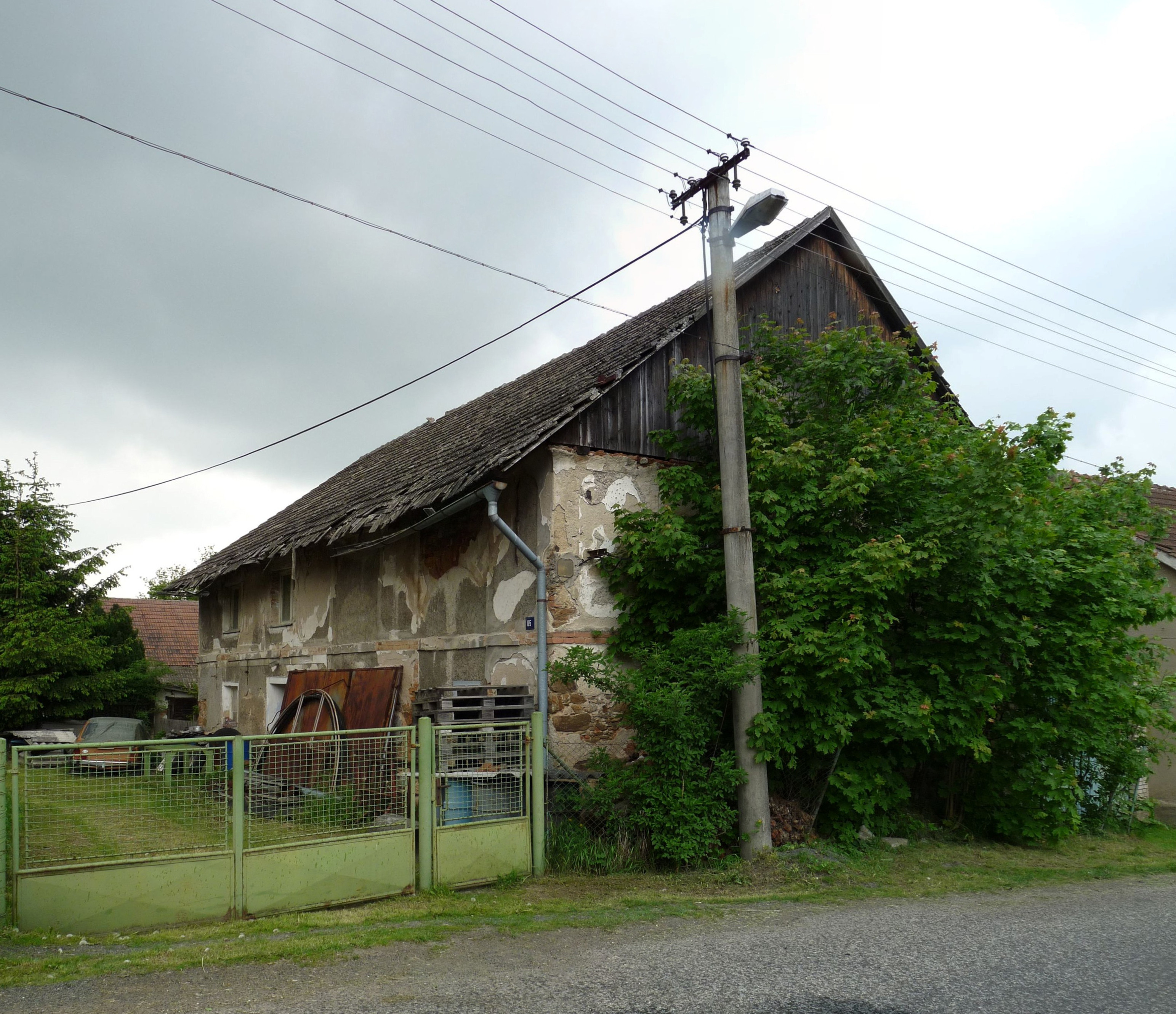
Synagoge in Pravonín (2013)

Die Synagoge in Pravonín (deutsch Pravonin), einer Gemeinde im tschechischen Okres Benešov in der Mittelböhmischen Region, wurde im 19. Jahrhundert errichtet. Die profanierte Synagoge wird seit langem als Lager genutzt.